# Gabriela (film, 2005)
Gabriela (v originále Gabrielle) je francouzsko-italsko-německý hraný film z roku 2005, který režíroval Patrice Chéreau podle novely Návrat Josepha Conrada. Snímek měl světovou premiéru na filmovém festivalu v Benátkách dne 5. září 2005.

## Děj
Buržoazní pár žijící v Paříži na počátku 20. století si uvědomuje, že za deset let manželství mezi nimi nikdy nebyla láska.

## Obsazení
| Isabelle Huppertová   | Gabrielle Hervey |
| Pascal Greggory       | Jean Hervey      |
| Claudia Coli          | Yvonne           |
| Thierry Hancisse      | šéfredaktor      |
| Chantal Neuwirth      | Madeleine        |
| Thierry Fortineau     | host             |
| Louise Vincent        | host             |
| Clément Hervieu-Léger | host             |
| Nicolas Moreau        | host             |
| Rinaldo Rocco         | konzul           |
| Xavier Lafitte        | host             |
| Maï David             | služebná         |
| Jeanne Herry          | služebná         |
| Aude Léger            | služebná         |
| Raina Kabaivanska     | ruská pěvkyně    |

## Ocenění
- Filmový festival v Benátkách: Zvláštní lev za interpretaci pro Isabelle Huppertovou
- César: nejlepší výprava  (Olivier Radot), nejlepší kostýmy (Caroline de Vivaise), nominace v kategoriích nejlepší herečka (Isabelle Huppertová), nejlepší adaptace (Patrice Chéreau a Anne-Louise Trividic), nejlepší kamera (Éric Gautier), nejlepší zvuk (Olivier Dô Huu, Benoît Hillebrant a Guillaume Sciama)